# 8373 Stephengould
Stephengould (asteroide 8373) é um asteroide da cintura principal, a 1,4647007 UA. Possui uma excentricidade de 0,5536739 e um período orbital de 2 171,42 dias (5,95 anos).
Stephengould tem uma velocidade orbital média de 16,44161376 km/s e uma inclinação de 40,77342º.
Este asteroide foi descoberto em 1 de Janeiro de 1992 por Carolyn Shoemaker, Eugene Shoemaker.